# World Padel Tour
El World Padel Tour (WPT) fue el circuito de pádel profesional más importante del mundo desde 2013 hasta 2023, tanto por el nivel organizativo de los torneos como por la participación de los mejores jugadores a nivel internacional. Desde 2017 hasta 2021 se vio por televisión en Gol y partir de 2022, se pudo ver en Movistar Plus+ en España, además de en la aplicación World Padel Tour TV desde los dieciseisavos de final en muchos torneos. 
La primera edición fue la de 2013, posicionándose como el circuito profesional de referencia en sustitución al anterior, el Padel Pro Tour, y es fruto del acuerdo entre el grupo de organizadores de Torneos Profesionales de Pádel, la Asociación de Jugadores Profesionales de Pádel (AJPP) y la Asociación Femenina Española de Pádel (AFEP).
El circuito WPT se gestionó desde Setpoint Events S.A., filial de S.A. Damm, que establece su normativa y garantiza y avala los parámetros de calidad exigidos por la misma, así como los premios destinados a los jugadores y jugadoras profesionales de pádel que participan en los torneos del circuito. El grupo Galis World es el fabricante de las pistas de pádel oficiales de WPT en 2023.
Cada año se celebraron entre 15 y 25 torneos WPT más un Master Final en el que se enfrentan las mejores parejas del ranking. Los jugadores participantes en el circuito recorren diferentes ciudades del mundo para ir sumando puntos y entrar en el Master Final, donde tan sólo acuden los 16 mejores jugadores de cada ranking tras completar la temporada regular. Se disputan pruebas masculinas y femeninas, aunque hay algún torneo al año que es tan solo masculino.
En el plano deportivo, algunos de los jugadores más significativos del circuito son Fernando Belasteguín, Agustín Tapia, Alejandro Galán, Paquito Navarro, Sanyo Gutiérrez, Pablo Lima o Juan Lebrón en hombres y Gemma Triay, Paula Josemaría, Mapi Sánchez Alayeto, Majo Sánchez Alayeto, Marta Marrero o Alejandra Salazar en mujeres.
World Padel Tour creció de manera exponencial a nivel de repercusión internacional y de audiencias televisivas. Esto provocó que el circuito profesional consiguiera expandirse en el año 2023 a un total de 14 países en la temporada más global de su historia y llamara el interés de grandes corporaciones de comunicación de todo el mundo.
Antes de la temporada de 2024, el circuito fue comprado por Qatar Sports Investments (QSI) y absorbido por la Premier Padel, convirtiéndose en el sucesor como circuito profesional internacional de referencia.

## Ediciones
| Ed.  | Año  | Campeones dobles masculino | Campeones dobles masculino | Campeonas dobles femenino | Campeonas dobles femenino |
| ---- | ---- | -------------------------- | -------------------------- | ------------------------- | ------------------------- |
| I    | 2013 | Fernando Belasteguín       | Juan Martín Díaz           | Patricia Llaguno          | Elisabeth Amatriain       |
| II   | 2014 | Fernando Belasteguín       | Juan Martín Díaz           | Majo Sánchez Alayeto      | Mapi Sánchez Alayeto      |
| III  | 2015 | Fernando Belasteguín       | Pablo Lima                 | Majo Sánchez Alayeto      | Mapi Sánchez Alayeto      |
| IV   | 2016 | Fernando Belasteguín       | Pablo Lima                 | Marta Marrero             | Alejandra Salazar         |
| V    | 2017 | Fernando Belasteguín       | Pablo Lima                 | Majo Sánchez Alayeto      | Mapi Sánchez Alayeto      |
| VI   | 2018 | Maxi Sánchez               | Sanyo Gutiérrez            | Majo Sánchez Alayeto      | Mapi Sánchez Alayeto      |
| VII  | 2019 | Paquito Navarro            | Juan Lebrón                | Marta Marrero             | Marta Ortega              |
| VIII | 2020 | Alejandro Galán            | Juan Lebrón                | Gemma Triay               | Lucía Sainz               |
| IX   | 2021 | Alejandro Galán            | Juan Lebrón                | Gemma Triay               | Alejandra Salazar         |
| X    | 2022 | Alejandro Galán            | Juan Lebrón                | Gemma Triay               | Alejandra Salazar         |
| XI   | 2023 | Agustín Tapia              | Arturo Coello              | Ariana Sánchez            | Paula Josemaría           |

## Más veces nº1 del ranking WPT
Estos son los jugadores y jugadoras que han finalizado algún año como números 1 del ranking.

### Modalidad masculina
| Pos. | Jugador              | veces nº1 | Años                         |
| ---- | -------------------- | --------- | ---------------------------- |
| 1    | Fernando Belasteguín | 5         | 2013, 2014, 2015, 2016, 2017 |
| 2    | Juan Lebrón          | 4         | 2019, 2020, 2021, 2022       |
| 3    | Alejandro Galán      | 3         | 2020, 2021, 2022             |
| =    | Pablo Lima           | 3         | 2015, 2016, 2017             |
| 5    | Juan Martín Díaz     | 2         | 2013, 2014                   |
| 6    | Agustín Tapia        | 1         | 2023                         |
| =    | Arturo Coello        | 1         | 2023                         |
| =    | Paquito Navarro      | 1         | 2019                         |
| =    | Sanyo Gutiérrez      | 1         | 2018                         |
| =    | Maxi Sánchez         | 1         | 2018                         |

### Modalidad femenina
| Pos. | Jugadora             | veces nº1 | Años                   |
| ---- | -------------------- | --------- | ---------------------- |
| 1    | Mapi Sánchez Alayeto | 4         | 2014, 2015, 2017, 2018 |
| =    | Majo Sánchez Alayeto | 4         | 2014, 2015, 2017, 2018 |
| 3    | Gemma Triay          | 3         | 2020, 2021, 2022       |
| =    | Alejandra Salazar    | 3         | 2016, 2021, 2022       |
| 5    | Marta Marrero        | 2         | 2016, 2019             |
| 6    | Ariana Sánchez       | 1         | 2023                   |
| =    | Paula Josemaría      | 1         | 2023                   |
| =    | Lucía Sainz          | 1         | 2020                   |
| =    | Marta Ortega         | 1         | 2019                   |
| =    | Elisabeth Amatriain  | 1         | 2013                   |
| =    | Patricia Llaguno     | 1         | 2013                   |

## Más torneos WPT ganados
Estos son todos los jugadores y jugadoras que han ganado algún título WPT. Sólo se incluyen los torneos Open (1000), Master y Master Final.

### Modalidad masculina
| Pos. | Jugador              | N.º torneos | Último torneo ganado |
| ---- | -------------------- | ----------- | -------------------- |
| 1.º  | Fernando Belasteguín | 65          | 02/10/2022           |
| 2.º  | Pablo Lima           | 50          | 19/06/2022           |
| 3.º  | Sanyo Gutiérrez      | 37          | 24/07/2022           |
| 4.º  | Alejandro Galán      | 34          | 12/11/2023           |
| 5.º  | Juan Lebrón          | 32          | 12/11/2023           |
| 6.º  | Paquito Navarro      | 25          | 17/12/2023           |
| 7.º  | Agustín Tapia        | 22          | 26/11/2023           |
| =    | Maxi Sánchez         | 22          | 27/06/2021           |
| 9.º  | Juan Martín Díaz     | 20          | 20/12/2015           |
| 10.º | Arturo Coello        | 14          | 26/11/2023           |
| =    | Franco Stupaczuk     | 14          | 15/10/2023           |
| 12.º | Martín Di Nenno      | 11          | 15/10/2023           |
| 13.º | Matías Díaz          | 8           | 17/11/2019           |
| =    | Juani Mieres         | 8           | 09/06/2019           |
| 15.º | Cristian Gutiérrez   | 5           | 14/10/2018           |
| 16.º | Fede Chingotto       | 2           | 17/12/2023           |
| =    | Juan Tello           | 2           | 27/11/2022           |
| =    | Álex Ruiz            | 2           | 06/12/2021           |
| =    | Willy Lahoz          | 2           | 26/04/2015           |
| =    | Maxi Grabiel         | 2           | 23/11/2014           |
| 21.º | Lucho Capra          | 1           | 27/06/2021           |

### Modalidad femenina
| Pos. | Jugador               | N.º torneos | Último torneo ganado |
| ---- | --------------------- | ----------- | -------------------- |
| 1.ª  | Alejandra Salazar     | 52          | 26/03/2023           |
| 2.ª  | Gemma Triay           | 35          | 29/10/2023           |
| 3.ª  | Ariana Sánchez        | 33          | 15/10/2023           |
| 4.ª  | Mapi Sánchez Alayeto  | 32          | 09/08/2020           |
| =    | Majo Sánchez Alayeto  | 32          | 09/08/2020           |
| 6.ª  | Paula Josemaría       | 27          | 15/10/2023           |
| 7.ª  | Marta Marrero         | 25          | 08/03/2020           |
| 8.ª  | Marta Ortega          | 12          | 29/10/2023           |
| =    | Lucía Sainz           | 12          | 13/12/2020           |
| 10.ª | Bea González          | 9           | 17/12/2023           |
| 11.ª | Delfina Brea          | 8           | 17/12/2023           |
| 12.ª | Patty Llaguno         | 5           | 09/05/2021           |
| =    | Icíar Montes          | 5           | 21/09/2014           |
| 14.ª | Eli Amatriaín         | 4           | 08/05/2016           |
| 15.ª | Cecilia Reiter        | 3           | 29/09/2013           |
| =    | Carolina Navarro      | 3           | 29/09/2013           |
| 17.ª | Tamara Icardo         | 2           | 11/07/2021           |
| 18.ª | Virginia Riera        | 1           | 09/05/2021           |
| =    | Ana Catarina Nogueira | 1           | 08/09/2019           |
| =    | Cata Tenorio          | 1           | 09/11/2014           |